# Éric Ospital
Pour les articles homonymes, voir Ospital.
 (juillet 2024).
Éric Ospital est un artisan charcutier basque né à Bayonne le 6 février 1971.

## Biographie
Éric Ospital est le fils de Louis Ospital, décédé en septembre 2010, l'un des trois artisans créateurs de la marque « Ibaiona » fondée en 1984
,.
Après avoir obtenu un CAP charcuterie à Bayonne en 1986, il se rend à Paris en 1991. Il commence par travailler dans une charcuterie rue de Seine dans le 6e arrondissement. Il rentre par la suite chez Fauchon, place de la Madeleine, où il rencontre de grands chefsavec lesquels il noue une amitié profonde à l'instar de Christian Constant, Yves Camdeborde et Christian Etchebest, officiant tous au Crillon.
Il défend le jambon de Bayonne affiné naturellement à l’air libre et l’agriculture locale avec la filière et la marque « Ibaiama »,.
C’est en 1984 que trois éleveurs et trois charcutiers, dont Louis Ospital, s’entendent pour se soumettre à un cahier des charges, afin d’élaborer un « grand » jambon : la « Rolls du jambon de Bayonne »,.
En 2012, il découvre une partie du cochon que les Basques appellent « lepoa » (« cou » en français),. Cette petite pièce de viande se trouve dans le haut du cou du cochon. On retrouve seulement 2 pièces de 300 g chacune dans un cochon. Ces produits sont appréciés par des restaurateurs et chefs renommés,,: Joël Robuchon, l’Anglais Heston Blumenthal (The Fat Duck à Londres), le Bristol, le Comptoir du Relais Saint Germain, le Violon d'Ingres, la Cantine du Troquet, le chef Philippe Labbé - le Shangri-La Hotel Paris, Thierry Marx - le chef de l'Hôtel restaurant le Mandarin Oriental Paris.
En 2015, l'émission Des racines et des ailes lui consacre un portrait dans un reportage sur le Pays basque.[source secondaire souhaitée]
Le 10 mars 2019, le Journal de 13 heures de TF1 lui consacre un portrait : Eric Ospital redonne ses lettres de noblesse au cochon[source secondaire souhaitée].
En janvier 2014, Jean-Luc Petitrenaud consacre un portrait à Éric Ospital, dans Les escapades de Petitrenaud[source secondaire souhaitée]. En avril 2014, Éric Ospital participe à l'émission de Cauet dans Cauet fait le tour au Pays basque. En mai 2014, Christian Etchebest met l'artisanat et le charcutier à l'honneur dans « La toquera pour le fooding ». Éric Ospital fait partie en mai 2014 de la « Street Food and Rock n'Roll » au théâtre parisien Le Trianon à l'occasion du concert de François Hadji-Lazaro et du groupe de musique Pigalle[pertinence contestée].
En 2021, après un événement avec JoeyStarr à l'hôtel La Suite Villa en Martinique,, ils créent le "Food System" (à ne pas confondre avec le "Sound System"). Il s'agit de faire à manger autour de la musique. Ils se produisent dans diverses villes,,,.
En juillet 2021, il anime avec Julien Camdeborde un programme télévisé, Les petits cours d'Ospitalité, produit par TV7 (Bordeaux), Digivision et A4 Média,.
En juillet 2022, il participe à l'élaboration du repas pour les vignerons des 9 appellations de Corse lors de la fête du vin à Luri avec Julien Camdeborde. Aussi, ils donneront une MasterClass de cuisine.
En août 2023, avec JoeyStarr et Julien Camdeborde, ils réalisent le repas de départ du Ocean Globe Race pour Marie Tabarly et son équipage sur le Pen Duick VI.
Lors de la Coupe du monde de rugby à XV 2023, il fait partie du XV de la Gastronomie,. Cette équipe de cheffes et chefs français est chargée de promouvoir la Cuisine française et les terroirs lors des différents matchs. C'est Yves Camdeborde qui est le "capitaine" du XV de la Gastronomie. On retrouve d'autres chefs comme Christian Etchebest, Alain Ducasse ou encore Christian Constant.
Il participe à la cérémonie d'ouverture de la Coupe du monde de rugby à XV 2023 dirigée par Jean Dujardin au Stade de France.

## Savoir-faire
Cette section est promotionnelle ou publicitaire (juillet 2024). Considérez son contenu avec précaution et/ou discutez-en.
Le jambon de marque Ibaiama, est salé à la main avec un mélange de sel de Salies, bassin de l'Adour, et d’épices.
Chaque année, il est membre du jury lors de la Foire aux jambons à Bayonne, où il tient un stand de charcuterie et un de street food,.

## Récompenses et distinctions
Le 5 décembre 2016, l'académie de la viande remet le premier prix du livre de l'année sur la viande pour l'ouvrage « Effet bœuf et autre viande » co-écrit avec Hugo Desnoyer, Christian Etchebest, Philippe Tredgeu, Eric Ospital au café des Abattoirs à Paris.
En 2018, il est intronisé à la Confrérie du piment d'Espelette.
Le 19 juillet 2019, il fait découvrir ses produits au Président de la République française Emmanuel Macron en déplacement en Pau lors du Tour de France.

## Publications
- 2013 : Tout est bon dans le cochon, histoires, traditions et recettes, avec Christian Etchebest, livre préfacé par Yves Camdeborde, photos Denis Clément, First édition  (ISBN 2754054006)[46],[47],[48].
- 2016 : Effet bœuf et autres viandes, avec Hugo Desnoyer, Christian Etchebest, Philippe Tredgeu, éditions Gründ,  (ISBN 978-2-324-01809-1)[43].
- 2018 : Copains Comme Cochons, 75 Recettes de cuisine Basque, de cuisine française, avec de nombreux chefs, artiste peintre, vignerons, musicien, écrivain, ostréiculteur, acteur, rugbyman et journaliste : Christian Constant, Christian Etchebest, Cyril Lignac, Arena Antoine, Jean-François Larrieu, François Hadji-Lazaro, Joël Dupuch, William Téchoueyres, Julie Andrieu, Laurent Mariotte, Vivien Durand, Anthony Orjollet, Mathilde Samama, Jean-batiste et Antoine De Rocca-Serra, Stéphane Jégo, Julien Duboué, Mina Soundiram, Bertrand Bluy, Benoit Gauthier, Jean-Luc Poujouran, Pierre Etchemaïté, Mimi Thorisson, Sébastien Lapaque. Préface de Frédéric Beigbeder, texte de Stéphane Davet, éditions Tana  (ISBN 9791030102673)[49].